# STS-112
STS-112 est la vingt-sixième mission de la navette spatiale Atlantis et la quinzième mission d'une navette américaine vers la Station spatiale internationale (ISS).

## Équipage
- Commandant : Jeffrey S. Ashby (3)  États-Unis
- Pilote : Pamela A. Melroy (2)  États-Unis
- Ingénieur de vol : Sandra H. Magnus (1)  États-Unis
- Spécialiste de mission 1 : Piers J. Sellers (1)  États-Unis
- Spécialiste de mission 2 : David A. Wolf (3)  États-Unis
- Spécialiste de mission 3 : Fiodor Iourtchikhine (1)  Russie

Le chiffre entre parenthèses indique le nombre de vols spatiaux effectués par l'astronaute au moment de la mission.

## Paramètres de la mission
- Masse :
  - Navette au décollage : 116 538 kg
  - Navette à l'atterrissage : 91 390 kg
  - Chargement : 12 572 kg
- Périgée : 273 km
- Apogée : 405 km
- Inclinaison : 51,6°
- Période : 91,3 min

### Amarrage à l'ISS
- Début : 9 octobre 2002, 15:16:15 UTC
- Fin : 16 octobre 2002, 13:13:30 UTC
- Temps d'amarrage : 6 jours, 21 heures, 57 minutes, 15 secondes

### Sorties dans l'espace
- Wolf et Sellers  - EVA 1
- Début de EVA 1 : 10 octobre 2002 15:21 UTC
- Fin de EVA 1 : 10 octobre 2002 22:22 UTC
- Durée : 7 heures, 01 minutes

- Wolf et Sellers  - EVA 2
- Début de EVA 2 : 12 octobre 2002 14:31 UTC
- Fin de EVA 2 : 12 octobre 2002 20:35 UTC
- Durée : 6 heures, 04 minutes

- Wolf et Sellers  - EVA 3
- Début de EVA 3 : 14 octobre 2002 14:08 UTC
- Fin de EVA 3 : 14 octobre 2002 20:44 UTC
- Durée : 6 heures, 36 minutes

## Objectifs

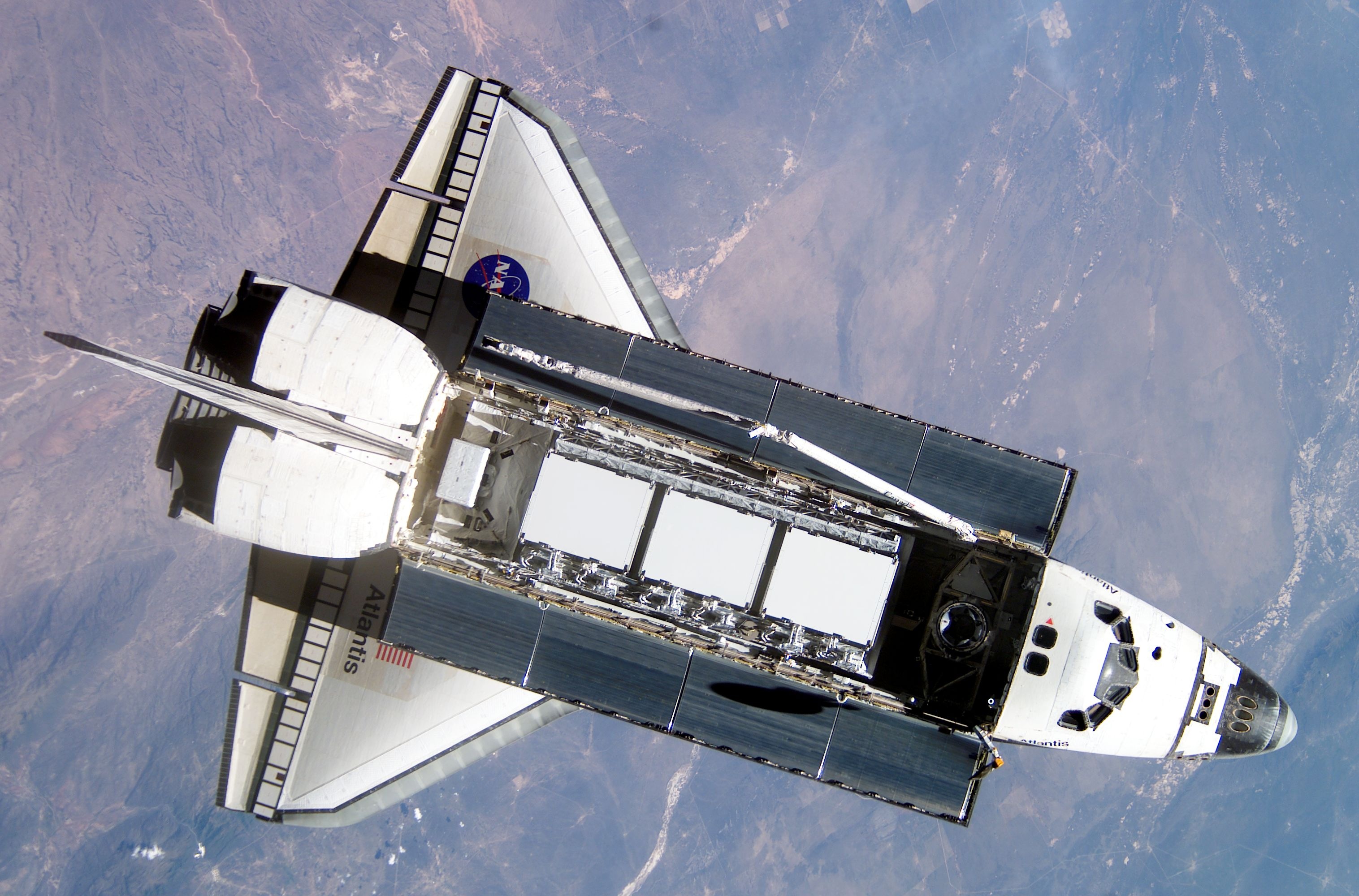
Atlantis apportant la poutre S1

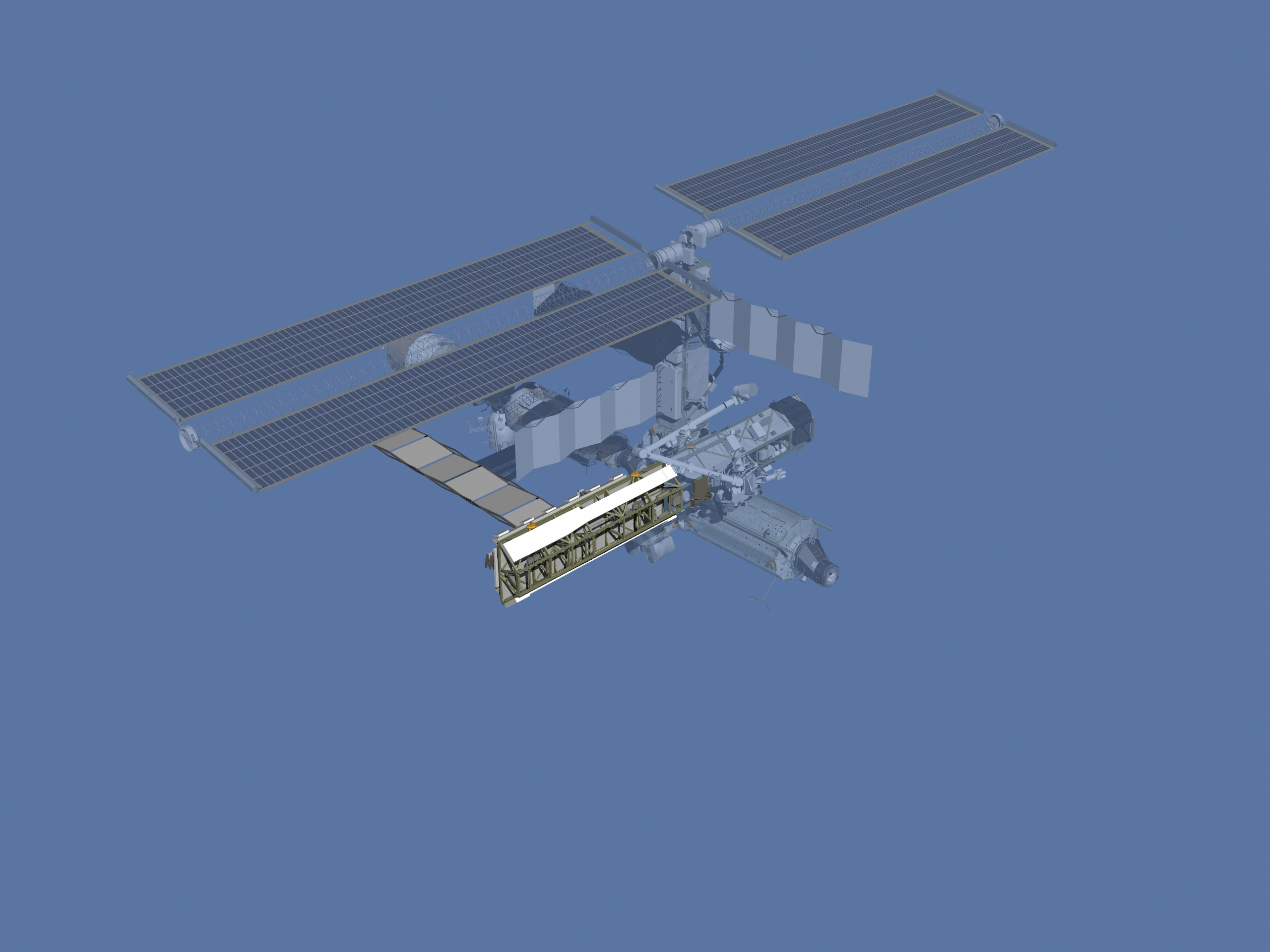
Illustration de la Station spatiale internationale après la mission STS-112

STS-112 est une mission d'assemblage (9A) de la station spatiale internationale, avec la livraison de la poutre S1 qui supporte les radiateurs de la Station spatiale. Elle a aussi livré le chariot Crew Equipment Translation Aid (CETA) à la station. Le chariot CETA a été fixé au Mobile Transporter (amené par la mission STS-110) pour être utilisé par les équipes de montage sur des missions ultérieures. STS-112 a également effectué plusieurs expériences scientifiques dans la station dont le Plant Generic Bioprocessing Apparatus (PGBA), le Commercial Generic Bioprocessing Apparatus (CGBA), le Protein Crystal Growth Single-locker Thermal Enclosure System housing the Protein Crystillization Apparatus for Microgravity (PCG-STES-PCAM) et des échantillons pour l'expérience Zeolite Crystal Growth Furnace (ZCG).